# 87. sydlige breddekreds
Den 87. sydlige breddekreds (eller 87 grader sydlig bredde) er en breddekreds, der ligger 87 grader syd for ækvator. Den løber gennem Antarktis.